# 89-й піхотний полк (Австро-Угорщина)
89-й Галицький піхотний полк Фрайхера фон Альборі (нім. k.u.k. Galizisches Infanterieregiment „Freiherr von Albori“ Nr. 89) — піхотний полк Спільної армії Збройних сил Австро-Угорщини.

## Історія
Полк було сформовано 1 січня 1883 року у Львові шляхом об'єднання чотирьох батальйонів, виключених зі складу 9-го, 30-го, 55-го і 80-го Галицьких піхотних полків Спільної армії.
З 1885 року по 1889 року мав назву 89-й Галицький піхотний полк Еммеріха Фрайхера фон Кайфеля.
У 1884 році командування полку було переведено до Відня, а в 1887 році до Ярослава. У 1899 р. колишній 3-й батальйон у Любачові отримав номер «I», колишній 2-й батальйон у Городку отримав номер «IV», а колишні 1-й і 4-й батальйони в Ярославі отримали номери «II» і «III».
Штаб–квартири: Ярослав (1897, 1906) Округ поповнення: Городок.

## Склад
- 1-й батальйон (1897, 1906, 1914: Ярослав;);
- 2-й батальйон (1889, 1897: Городок; 1906: Любачів; 1912—1914: Рава-Руська);
- 3-й батальйон (1897: Любачів; 1914: Ярослав);
- 4-й батальйон (1893, 1895: Ярослав; 1894: Перемишль; 1897: Ярослав; 1906, 1914: Городок).
- Резервний батальйон (1907)

Національний склад (1914):
- 60 % ― українці;
- 29 % ― поляки;
- 11 % ― інші національності.[2]

## Почесні шефи
- 1885—1892: фельдцейхмейстер Еммеріх Фрайхер фон Кайфель;
- 1895—1918: генерал піхоти Євген Марія Вінценз Антон Фрайхер фон Альборі.[2]

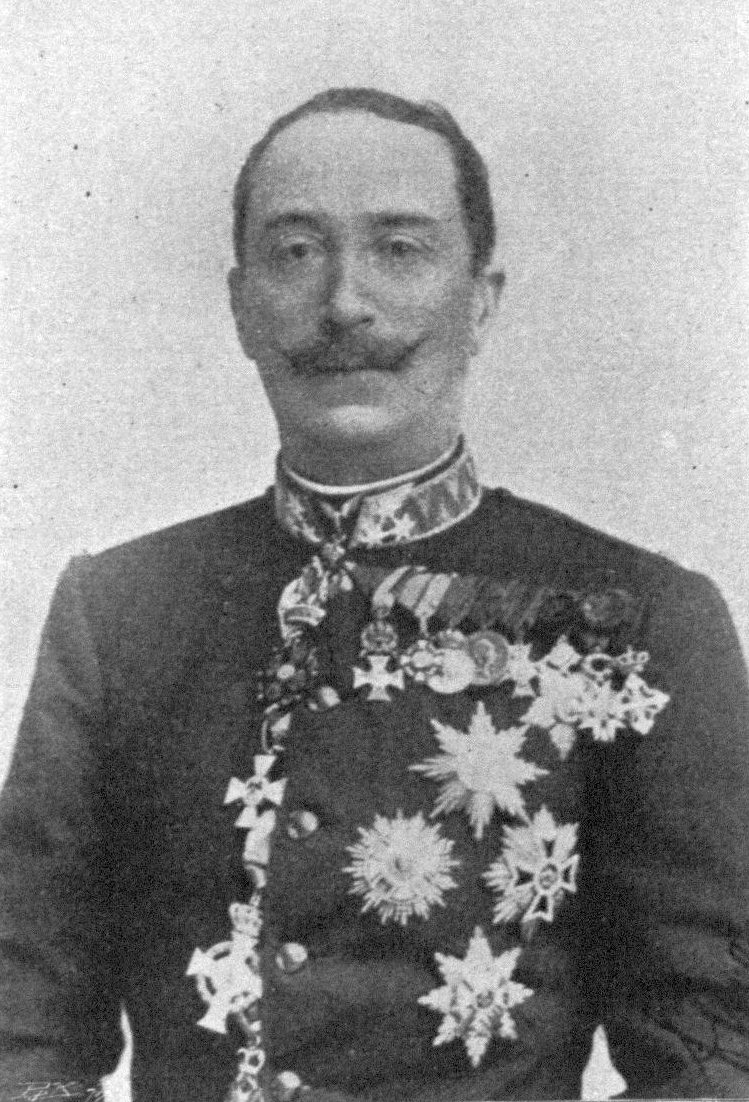
Євген фон Альборі

## Командування
Командири полку:
- 1883—1887: полковник Алоїз Пюрхер;
- 1887—1891: полковник Йозеф Ріттер фон Йоркаш-Кох;
- 1891: полковник Теодор Гаас фон Каттенбургський;
- 1896: полковник Теодор Ріттер Полівка фон Трейензе;
- 1896—1900: полковник Альфред Пфайффер фон Еренштайн;
- 1900—1901: полковник Франц Юнк;
- 1901—1905: полковник Франц Дітль;
- 1905—1907: полковник Радован Едлер Маріч фон Маріендоль;
- 1907—1911: полковник Фрідріх Фрайгер Воднянський фон Вільденфельд;
- 1911—1914: полковник Йозеф Майргофер фон Грюнбюель.

Командари Округу поповнення (Городок):
- 1883—1889: майор Юзеф Боневський;
- 1885—1889: майор→підполковник Теофіл Урицький;
- 1885—1901: майор Теофіл Тилковський;
- 1901—1905: підполковник Уго Покорні;
- 1905—1906: підполковник Вільгельм Фокке;
- 1906—1909: майор Йосип Дубський;
- 1909—1910: майор Станіслав Нєдзельський;
- 1911: підполковник Йосип Дубський;
- 1913: майор Альфред Ріттер фон Віплінгер.

| полковники            | Альфред Шулер, Крістіан Пінц |
| майори                | Рудольф Мюллер (командир 2-го батальйону), Целестин Брюкнер, Альфред Віплінгер (командир округу поповнення), Губерт Ціннер (командир 1-го батальйону), Едмунд Шеффер, Лев Кучинка (командир 3-го батальйону) |
| капітани              | Теодор Ян, Едуард Лібш, Йосип Даубек, Юліус Майєр, Йоганн Брунніх, Отто Еклер, Валер'ян Домровицький фон Громобой, Роберт Клейбл, Адольф Пустка, Франц Хамса, Антон Веттер Едлер фон, Карл Кампманн, Густав Бумбала, Рудольф Браун, Адольф Недбал, Теодор Кноблох, Франц Петріо, Ойген Фрайхер фон Гендель-Маццетті, Леопольд Шуберт, Річард Екерт, Карл Шауер, Віктор Колб, Карл Малік, Едлер Шеріау фон Краніхшайн Гюго, Рудольф Видра Едлер фон, Франц Біттнер, Генріх Оліва, Гюго Кіршнер |
| оберлейтенанти        | Бруно Брандт (ком. кулеметного відділення), Роман Шмідт, Антон Коберч, Зденко Шевчович, Володимир Вахтшитш, Рудольф Зауер (ад'ютант батальйону), Фрідріх Капс (ад'ютант батальйону), Адальберт Янч, Георг Квіч, Альберт Боген, Антон Хан (ад'ютант батальйону), Генріх Дворак фон Альпенстрем, Антон Петринчич (офіцер в окрузі поповнення), Ернст Кребс (офіцер в окрузі поповнення), Пауль Шмідт, Герман Ламінгер (ад'ютант батальйону), Рудольф Каленський, Антон Ленц, Стефан Райнер, Йоган Лушин, Карл Гневковський (офіцер Військово-географічного інституту) |
| лейтенанти            | Оскар Шейбал, Адольф Єш, Карл Бендл, Йосиф Пітнер, Євген Дабровський, Йосиф Фельгель, Сигізмунд Яновський, Йосиф Скала, Євген Примавесі, Елігій Каупе, Ернст Штурцель, Раймунд Райда, Олександр Кунців (офіцер Військово-географічного інституту), Зігфрід Крейза, Карл Степан, Генріх Поспішіл, Річард Паніц, Максиміліан Гебауер, Альфред Врази, Вільгельм Куча, Франц Клімша, Ярослав Острижек, Теодор Матейсл, Альберт Пекарський |
| фенрих                | Юлій Коши, Альфонс Прокоп, Максиміліан Майллер, Пауль Каргер |
| референт складу       | Антон Пінтера (оберлейтенант з виходом на пенсію) |
| офіцери забезпечення  | Йоганн Козловський (оберлейтенант забезпечення), Егон Гасснер (заступник оберлейтенанта зі забезпечення) |
| медична служба        | Ігнац Зєлінський (штатний лікар округу поповнення), Ладислав Янушкевич (полковий лікар), Йосиф Комарек (полковий лікар) |
| військова бухгалтерія | Міхель Ухман (оберлейтенант бухгалтерії), Лазар Вайнштейн (лейтенант бухгалтерії) |
| капітани резерву      | Вільгельм Зігхартнер, Карл Штайнер |
| лейтенанти резерву    | Ісаак Штіфель, Мар'ян Пшибитовський, Юлій Карлицький, Рудольф Морще, Отто Райхнер, Георг Хмель, Алоїз Бендіч, Карл Гросс, Йосиф Гансбург, Карл Павліка, Стефан Балук, Бруно Пацау, Антон Спачек, Готтлоб Ласка, Венцель Досталь, Адальберт Стіпек, Франц Їрак, Ервін Пілечка, Ісидор Шіффер (доктор юридичних наук), Йосиф Чепек, Антон Йонас, Йосиф Бем, Йосиф Грабак, Генріх Раукх, Йоганн Дрбал, Євген Кольцава, Якоб Адамек, Ервін Колмар, Густав Рейндль, Йоганн Зазворка, Василь Зарівний, Оскар Самек, Йосиф Гартнер, Ярослав Весельський, Оскар Пауль, Якоб Фреунд, Франц Птак, Рудольф Колонец (доктор юридичних наук), Роберт Шварц, Артур Лангвеіл, Едуард Мусіль, Каєтан Полняк, Адольф Стрісовер (доктор юридичних наук), Пітер Шиндлер, Георг Невеклуф, Роберт Саксль, Вацлав Верунський, Венцель Сімпах, Франц Зпевяк, Йосиф Ганзак, Йосиф Тома, Мар'ян Любельський, Теодор Копал, Людвіг Седлачек, Карл Неверіл, Франц Велкл, Володимир Новак, Людвіг Янчик, Вацлав Млкох, Карл Сова, Антон Костак, Ладіслав Ходачек, Еміль Гьотц, Франц Реймер, Пауль Грюнбаум |

## Підпорядкування
У 1914 році частина полку входила до складу 4-ї піхотної бригади 2-ї піхотної дивізії X-го армійського корпусу, а через чотири роки, в 1918 р. — до 21-ї піхотної бригади 11-ї піхотної дивізії XVII-го армійського корпусу.

## Однострій

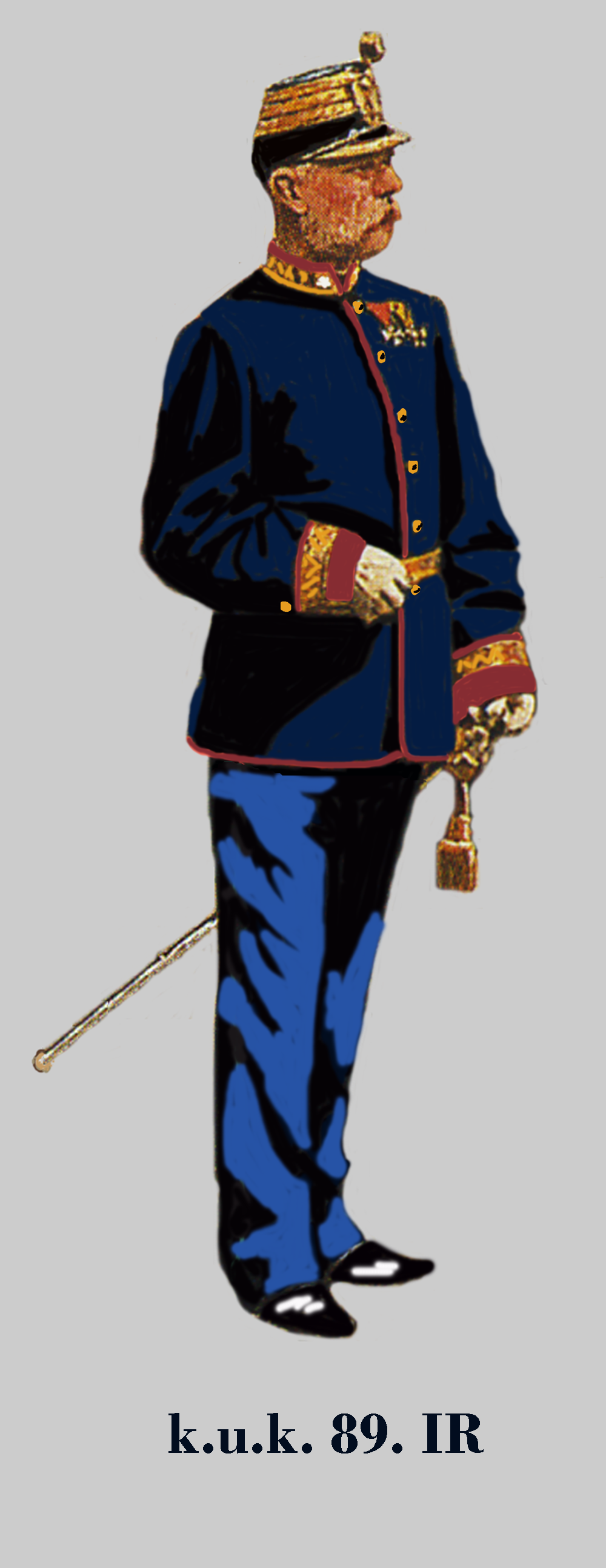
Майор 89-го піхотного полку  в парадній формі одягу
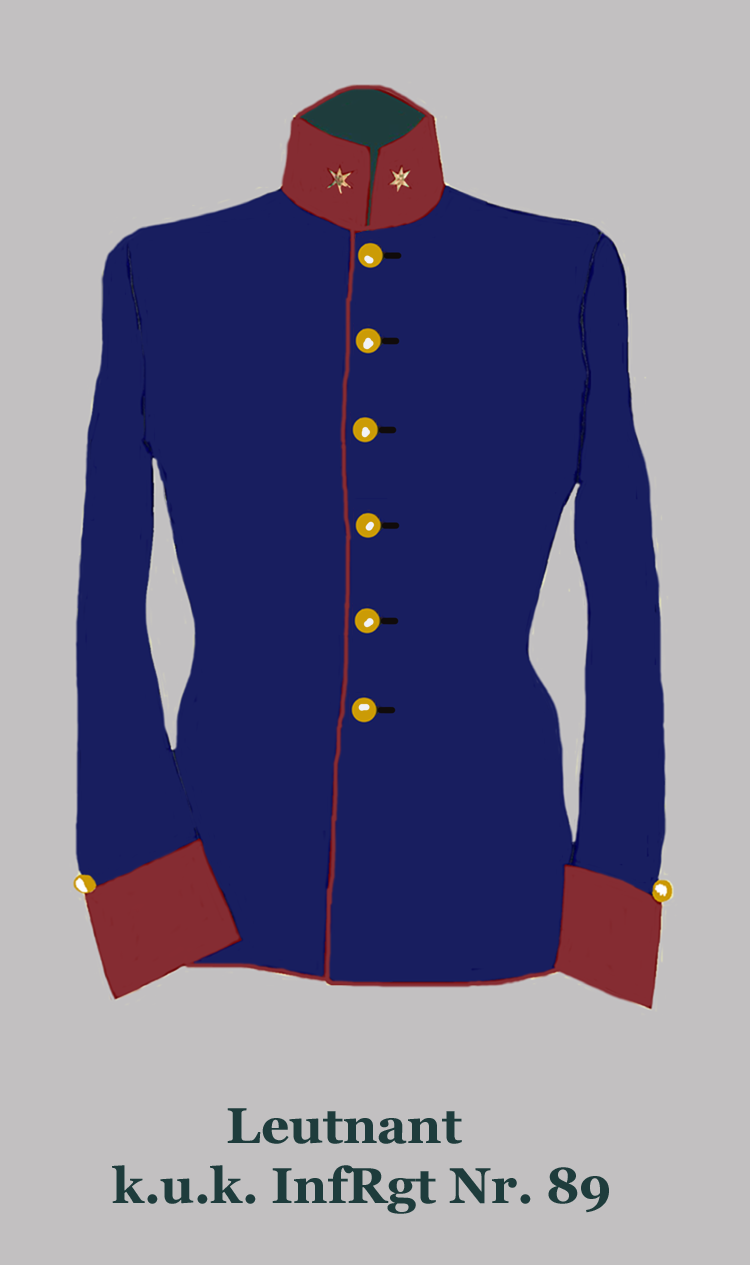
Мундир лейтенанта 89-го піхотного полку